# Бруйці (гміна)
Гміна Бруйце (пол. Gmina Brójce) — сільська гміна у центральній Польщі. Належить до Лодзький-Східного повіту Лодзинського воєводства.
Станом на 31 грудня 2011 у гміні проживало 6081 особа.

## Площа
Згідно з даними за 2007 рік площа гміни становила 69.55 км², у тому числі:
- орні землі: 84.00%
- ліси: 7.00%

Таким чином, площа гміни становить 13.93% площі повіту.

## Населення
Станом на 31 грудня 2011:
| Опис     | Загалом | Загалом | Чоловіки | Чоловіки | Жінки | Жінки |
| -------- | ------- | ------- | -------- | -------- | ----- | ----- |
| одиниця  | осіб    | %       | осіб     | %        | осіб  | %     |
| все      | 6081    | 100     | 3013     | 49.55    | 3068  | 50.45 |
| міське   | 0       | 100     | 0        |          | 0     |       |
| сільське | 6081    | 100     | 3013     | 49.55    | 3068  | 50.45 |

## Сусідні гміни
Гміна Бруйце межує з такими гмінами: Андресполь, Жґув, Колюшкі, Рокіцини, Тушин, Чарноцин.